# Warshavi
Warshavi (kinesisk traditionelt: 生活發現) er betegnelsen for et gammelt individuelt kinesisk smykke, som blev båret i en kæde om halsen i 1300-tallet og som indeholdt fremtiden for personen som ejede smykket. Desuden troede man at smykket gav bæreren visdom, lykke og beskyttelse til bæreren og dem bæreren holdt af. Informationen om fremtiden som lå i smykket kunne kun blive læst af de kinesiske spåkoner, som var i tæt kontakt med de afdøde gamle kineseres ånde. 

## Fremstillingen af smykket
Smykket fremstilles kun af kinesiske sølvsmede med speciale i det okkulte. Måden hvorpå smykket fremstilles er følgende.
Først ridser smeden, i fugtigt ler, ringe med begyndelse indefra og voksende udefter. Så tørres leret og en metal-ring ligges 
ned over mønstret, derefter hældes flydende messing i og det størkner. Til sidst bores et hul til en ring der skal holde smykket 
på en kæde og smykket betrækkes med sølv.
Man havde troen på at køberen af smykket blev bestemt af skæbnen.